# Xcunyá (Tekax)
Xcunyá es una localidad del municipio de Tekax, estado de Yucatán, en México. 

## Toponimia
El nombre (Xcunyá) significa en maya yucateco hondonada del zapote pues proviene de xcum que significa hondonada y ya que significa zapote (Manilkara zapota).